# Pycreus demangei
Pycreus demangei är en halvgräsart som beskrevs av Jean Raynal. Pycreus demangei ingår i släktet Pycreus och familjen halvgräs. IUCN kategoriserar arten globalt som otillräckligt studerad. Inga underarter finns listade i Catalogue of Life.